# 王坤 (女子足球运动员)
王坤（1985年10月20日—），出生于河北张家口，中国足球运动员，中国国家女子足球队成员。她曾随队参加了2006年亚洲运动会，获得一枚铜牌。她也参加了2006年和2008年亚洲杯女子足球赛以及2007年世界杯女子足球赛。